# Ophiolepis superba
Ophiolepis superba är en ormstjärneart som beskrevs av Hubert Lyman Clark 1915. Ophiolepis superba ingår i släktet Ophiolepis och familjen Ophiolepididae. Inga underarter finns listade i Catalogue of Life.